# Trümmerfrau-Denkmal (Berlin-Neukölln)

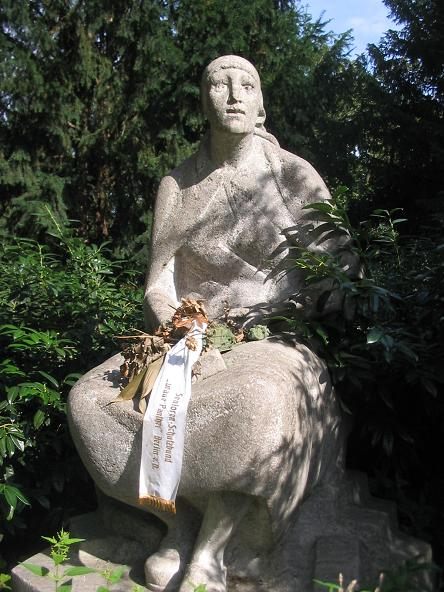
Trümmerfrau-Denkmal im Volkspark Hasenheide

Das Trümmerfrau-Denkmal ist eine Skulptur zur Erinnerung an die Leistungen der Berliner Trümmerfrauen, die den Schutt des Zweiten Weltkrieges vielfach mit bloßen Händen beiseite geräumt hatten. Die Figur der Bildhauerin Katharina Szelinski-Singer aus dem Jahr 1955 steht im Volkspark Hasenheide in Berlin-Neukölln.

## Historischer Hintergrund
Ab 1952 ließen die Verwaltungen in vielen deutschen Städten Denkmäler zur Erinnerung an die Leistungen der Trümmerfrauen anfertigen und aufstellen. Während die Trümmerfrauen im Ostsektor bereits frühzeitig mit dem Ehrentitel „Aktivist der ersten Stunde“ ausgezeichnet wurden und ein Vorrecht bei der Vergabe von Wohnraum hatten, dauerte die Würdigung im Westen etwas länger. Erst durch eine aufrüttelnde Rede von Louise Schroeder vor dem Bonner Bundestag am 30. September 1949 erreichte die engagierte Berliner Oberbürgermeisterin, dass Bundespräsident Theodor Heuss am 2. Mai 1952 32 Trümmerfrauen und 17 Räumungsarbeitern das Bundesverdienstkreuz am Bande verlieh:

„Und als Frau muß ich sagen, hier haben wir geradezu eine Ehrenpflicht, eine Ehrenpflicht gegenüber den Frauen, die noch im weißen Haar zum Zwecke der Enttrümmerung auf der Straße gestanden haben, und die nun plötzlich arbeitslos werden, weil wir sie nicht mehr bezahlen können.“

Aus den Trümmern des Krieges waren in Berlin mehrere Hügel entstanden, darunter die Rixdorfer Höhe. Der Berg wurde aus rund 700.000 m³ Schutt im Volkspark Hasenheide in Berlin-Neukölln aufgeschichtet. Bei seiner Freigabe als Erholungsstätte zu Pfingsten 1954 schlugen der Präsident des Abgeordnetenhauses Otto Suhr und Neuköllns Bezirksbürgermeister Kurt Exner vor, den Trümmerfrauen auf dem Trümmerberg ein Denkmal zu setzen.
Der Tenor neuerer wissenschaftlicher Analysen ist, dass Trümmerfrauen im Diskurs der zweiten Hälfte des 20. Jahrhunderts insbesondere in der alten Bundesrepublik (BRD) hervorgehoben wurden, um von der negativ konnotierten nationalsozialistischen Vergangenheit abzulenken. Die wissenschaftliche Mitarbeiterin des Osteuropa-Instituts der Freien Universität Berlin Anna-Sophia Pappai schreibt hierzu: „Die Vergangenheitsbewältigung der frühen BRD zielte auf eine Schuldabwehr bzw. die Projizierung der Schuld auf wenige Hauptverantwortliche. Die Verdrängung der eigenen Schuld wurde hier durch die Konzentration auf die ‚heldenhafte‘ Leistung der (‚schuldlosen‘) ‚Trümmerfrauen‘ erleichtert.“

## Denkmalgeschichte und Einweihungsfeier
Die ausgebildete Steinbildhauerin Katharina Szelinski-Singer erarbeitete vier Modelle und bekam mit unterstützender Fürsprache ihres Lehrers Richard Scheibe den Auftrag zur Gestaltung und Ausführung. Die Berliner Tageszeitung Telegraf notierte am 19. August 1954:

„Der Gedanke, [den Berliner Trümmerfrauen ein Denkmal zu setzen], ist aufgegriffen worden: Fräulein Singer, eine Schülerin des Bildhauers Prof. Scheibe, hat dem Bezirksamt bereits vier Plastilin-Modelle von Entwürfen vorgelegt. Bevor jedoch entschieden wird, welcher Entwurf ausgeführt werden soll, wird die Deputation für das Park- und Gartenwesen gehört.“

Das Denkmal war für die Künstlerin der erste öffentliche Auftrag nach ihrem Studienabschluss an der Berliner Hochschule der Künste und blieb zeitlebens ihr größter Auftrag.
Kurt Exner übergab die Muschelkalkfigur am 30. April 1955 feierlich der Öffentlichkeit und die ehemalige Berliner Oberbürgermeisterin Louise Schroeder enthüllte das Denkmal an einem Hang der Rixdorfer Höhe. An den Feierlichkeiten nahmen Katharina Szelinski-Singer, ihr Lehrer Richard Scheibe, der inzwischen zum Regierenden Bürgermeister gewählte Otto Suhr, Paul Löbe und Hanna Reuter (Witwe Ernst Reuters), sowie 88 ehemalige Trümmerfrauen teil. Der Bläserchor Karl Reichardt begleitete die Feier mit dem Festlichen Marsch von Händel und Ehret die Arbeit (nach Freiligrath) von Edgar Hansen. Zum Ausklang sangen die Teilnehmer das Arbeiterlied Brüder, zur Sonne, zur Freiheit.
1986 wurde die Figur durch Katharina Szelinski-Singer „liebevoll restauriert“ und anschließend an einem neuen Standort im unteren Teil des Volksparks am nördlichen Eingang zur Graefestraße aufgestellt.

## Die Figur

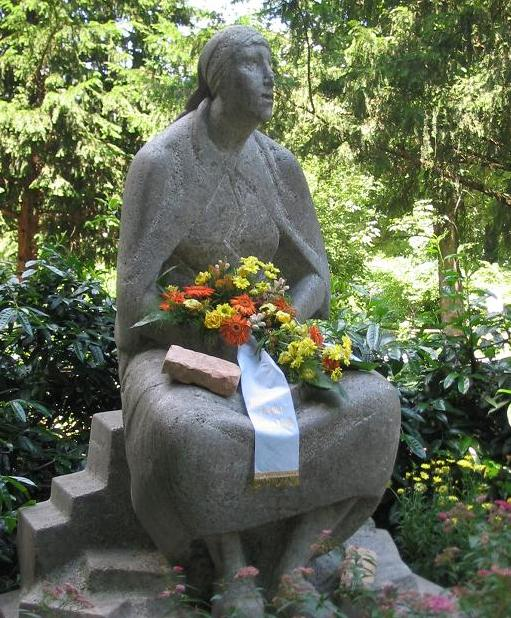
Das Denkmal mit einem Gebinde des Seniorenschutzbundes

Die Muschelkalksteinskulptur mit dem ursprünglichen Titel die „Sitzende“ zeigt eine 2,40 Meter hohe Figur mit Umhang, Kopftuch und derben Schuhen. Die Hände liegen im Schoß und halten einen Hammer. Die nachdenklich und müde gezeichnete Frau sitzt auf einem losen Ziegelsteinhaufen und blickt wehmutsvoll und nachdenklich zum Himmel. Der herb-melancholische Ausdruck findet sich in vielen Werken Katharina Szelinski-Singers, die rein figürlich arbeitete und fast ausschließlich Frauenfiguren und Frauenköpfe, bevorzugt aus Naturstein, modellierte. Die biografischen Züge, die ihre Werke zudem oft tragen, findet der Kunsthistoriker Helmut Börsch-Supan auch im Denkmal für die Trümmerfrauen:

„So ist auch der Atem der Geschichte im Werk der Bildhauerin zu spüren […]. Die Kriegs- und Nachkriegszeit gehören zu diesem Leben. Die »Trümmerfrau« mit dem Hammer im Schoß und den Ziegelsteinen als Sitzbank ist ein gültiges frühes Hauptwerk, in das viel Persönliches eingeflossen ist. Der Wiederaufbau begann nach 1945 mit mühseliger Handarbeit, und das noch Brauchbare war aus den Schuttmassen auszusondern, denkbar größter Gegensatz zum Warenüberfluß heute. Die Verantwortung für den Stein, dem die Gestalt abzugewinnen ist, wurzelt in dieser Zeit.“

Die Öffentlichkeit und die Kunstkritik nahmen das Werk wohlwollend auf. Nach Endlich/Wurlitzer zeichnet das Denkmal „kein heroisches, sondern realistisch zartes und nachdenkliches Frauenbild.“ Kritik entzündete sich an Details. So bemängelte eine Besucherin, dass die Denkmalfigur das Tuch am Hinterkopf zusammengebunden habe. Schließlich habe man damals den Knoten oben auf dem Kopf getragen: „Hinter dem Kopf binden galt als ländlich“.
Von den eher heroischen Denkmälern, die Fritz Cremer 1953/54 den Trümmerarbeitern beider Geschlechter mit der Aufbauhelferin und dem Aufbauhelfer in Ost-Berlin gesetzt hatte, wusste die Künstlerin zur Zeit ihrer Arbeit nach ihrer Angabe nichts; erst später habe sie von diesen Arbeiten erfahren.
Im Schoß der Figur liegen seit einigen Jahren (Stand 2007) in den Sommermonaten Blumen und Gebinde des Seniorenschutzbundes Berlin (siehe Foto). Der Schmuck steht im Zusammenhang mit dem 9. Juli als Gedenktag für die Trümmerfrauen, den der Seniorenschutzbund Berlin Graue Panther e. V. ins Leben gerufen hatte, nachdem sich 1986 eine ehemalige Trümmerfrau in Berlin erhängt hatte – angeblich, weil sie mit ihrer niedrigen Rente eine Mieterhöhung nicht mehr tragen konnte.